# Hideout
Hideout – miasto w Stanach Zjednoczonych, w stanie Utah, w hrabstwie Wasatch.